# Maurice Lecoq
Maurice Marie Lecoq (Angers, Maine i Loira, 26 de març de 1854 – Angers, 16 de desembre de 1925) va ser un tirador francès que va competir cavall del segle xix i el segle xx. El 1900 va prendre part en els Jocs Olímpics de París, on guanyà una medalla de plata en la prova de pistola militar per equips i la de bronze en rifle militar per equip. En aquests mateixos Jocs disputà cinc proves més, però en totes elles quedà lluny de les medalles.
El 1906 va prendre part en els Jocs Intercalats d'Atenes, on guanyà tres medalles: l'or en pistola ràpida 25 m i el bronze en pistola de duel 20 m i rifle per equips; en les deu proves que disputà.
El 1908 disputà els seus darrers Jocs Olímpics, a Londres, on guanyà la medalla de bronze en rifle lliure per equips.